# Kritzow
Kritzow är en kommun och ort i Landkreis Ludwigslust-Parchim i förbundslandet Mecklenburg-Vorpommern i Tyskland. 
Kommunen ingår i kommunalförbundet Amt Eldenburg Lübz tillsammans med kommunerna Gallin-Kuppentin, Gehlsbach, Granzin, Kreien, Lübz, Passow, Ruhner Berge, Siggelkow och Werder.
I kommunen finns orterna Benzin, Kritzow och Schlemmin.